# Mount Kent (berg i Falklandsöarna)
Mount Kent är ett berg i territoriet Falklandsöarna (Storbritannien). Det ligger i den östra delen av landet. Toppen på Mount Kent är 450 meter över havet. Berget ingår i Wickham Heights.
Terrängen runt Mount Kent är kuperad. Den högsta punkten i närheten är 474 meter över havet, 6,5 km sydväst om Mount Kent. Trakten runt Mount Kent består i huvudsak av gräsmarker och buskskogar.